# Ókatolikusok
Az ókatolikus egyházak vagy ókatolikus mozgalom kifejezéseket azokra vonatkoztatják, akik 1870 óta is katolikusnak vallják magukat, de elutasítják a pápai tévedhetetlenség és a római püspök legfőbb és egyetemes joghatóságának katolikus dogmáit.
A római katolikus egyházból váltak ki (nincsenek vele egységben), mert az I. vatikáni zsinat után elutasították a pápai tévedhetetlenség (lat. infallibilitas) tanát, amely a pápa (hit és erkölcs dolgában való) tévedhetetlenségét mondta ki. Nevüket az új dogmával való szembenállás miatt választották.
Az ókatolikusok sok országban különálló egyházat alkotnak. Néhány helyen nem bejegyzett egyházként működnek.

## Története

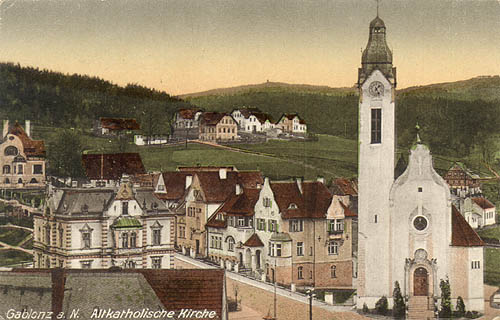
Gablonz Jablonec-i templomuk

1870. július 18-án az I. Vatikáni Zsinat kinyilvánította a pápa tévedhetetlenségének dogmáját. A dogma elleni tiltakozást Ignaz von Döllinger (1799–1890), a müncheni egyetem professzora vezette, aki még abban az évben kezdeményezte a katolikus teológusok kongresszusát Nürnbergben, amelyen a római katolikus teológiai karok 11 professzora vett részt.
Döllingert kiközösítették a katolikus egyházból, majd később más, renitens teológus professzorokat is kiközösítettek.
1871-ben tartott kongresszusukon elhatározták az önálló egyház megalapítását. Második kongresszusukon bizottságot hoztak létre a püspökválasztás előkészítésére. 1873-ban került sor a püspökszentelésre; a püspöki jogfolytonosságot a janzenista holland egyház révén tartják érvényesnek. 1889-ben Hollandia, Svájc és Németország püspökei aláírták az Utrechti Egyezményt, amely kibocsátja az ókatolikus egyház alapokmányát. Ezt követően Ausztria, majd Lengyelország, Horvátország, Csehország, majd Franciaország ókatolikus közösségei is csatlakoztak hozzájuk.
1931 óta a bonni egyezmény alapján az Utrechti Unió teljes közösségben van az Anglikán Közösséggel. 1965-ben az ókatolikusok kiterjesztették a bonni megállapodást a Független Fülöp-szigeteki Egyházra, a Spanyolországi Református Püspöki Egyházra és a Portugál Luzitán Egyházra.
1980-ban az Utrechti Unió mintegy húsz országban működött, és körülbelül félmillió hívővel és 600 plébániával rendelkezett.
1985-ben a Németországi Ókatolikus Egyház megállapodást kötött a Németországi Evangélikus Egyházzal a szentség kölcsönös elismeréséről. 2016-ban létrejött a közösség a svéd evangélikus egyházzal. II. János Pál pápasága alatt magas szintű ökumenikus megbeszélések zajlottak, különösen a Lengyel Nemzeti Katolikus Egyházzal.
Ma az Utrechti Unió tagegyházai teljes közösségben vannak a Svéd Evangélikus Egyházzal és az Anglikán Közösséggel, és sok UU egyház tagja az Egyházak Világtanácsának.
2008-ban a Lengyel Nemzeti Katolikus Egyház létrehozta a Scrantoni Uniót és kivált az Utrechti Unióból. Ez tiltakozásul történt a régebbi Unió azon döntése ellen, hogy felszenteljék a nőket és megáldják az azonos neműek házasságát. Később az Északi (norvég) Katolikus Egyház is csatlakozott a Scrantoni Unióhoz.

## Magyarországon
Magyarországon 2010-ben indult újra az ókatolicizmus, 2011-ben pedig már érvényesen fölszentelt püspökkel, önálló szervezetként működik a Magyar Ókatolikus Misszió. 2012 novemberében jött létre a Magyarországi Keresztény-katolikus Misszió, amely az ókatolikus Scrantoni Unió része. 2014 januárjától a Magyarországi Ókatolikus Egyház nevet viseli. Ma már nincs jelentős számú magyar tagja Szlovákiában.
A 2008-ban megalakult Boldog Teréz Anyaegyház, mely a Krisztus Keresztje Keresztény Egyház néven működik 2013 óta, rendezve „egyházi státuszát”.
2017-től a Svájci Független Ókatolikus Egyház Magyarországi tagegyházaként végzi szolgálatát, 4 egyházmegyében, 25 gyülekezetben Juhász Gergely püspök, apostoli kormányzó vezetésével, 1 püspök, 8 pap, 3 diakónus, 5 akolitus, 4 apáca és 3 szerzetes segíti munkáját. Eme tagegyház tagja a Guid of the Holy Apostles nemzetközi és egyetemes Ókatolikus egyházi uniójának.
A Magyarországi Ókatolikus Egyház (a Scantoni Unió tagegyháza) és a Krisztus Keresztje Keresztény Egyház kölcsönösen elhatárolódnak egymástól.

## Jellemzőik
Istentiszteletüket nemzeti nyelven végzik, két szín alatt áldoznak, és papjaikat nem kötelezik nőtlenségre.
Ragaszkodnak az ősi katolikus hithez és az új katolikus dogmákat elutasítják.
A Jézus Társaságának elutasítása.
Az Utrechti Unió elismeri a hét szentséget; sajátossága, hogy a keresztséget és az eucharisztiát fő szentségként ismeri el, a másik ötöt pedig kisebb szentségnek tekinti.

### Főbb különbségek a katolikus egyházhoz képest
Az ókatolikus hit több pontban különbözik a római katolikus hitelvektől. A fontosabbak:
- Az ókatolikusok a Szent Hagyományt az Újszövetség összeállításával lezártnak tekintik.
- A római pápa tisztsége első az egyenlő püspökök között, a tisztséget az Egyház, s nem Isten hozta létre. Pápai tévedhetetlenség nincs, sem általános egyházvezetői jogosítvány.
- Szűz Mária nem szeplőtlenül született. Ez későbbi betoldás a hitelvekbe.
- A nők pappá szentelése kérdésében a német ókatolikus püspöki szinódus már 1989-ben állást foglalt arról, hogy a papi pályát a nők előtt is meg kell nyitni, amiről a végső határozat 1994-ben született meg, 1996 pünkösdjén pedig fel is szenteltek két nőt ókatolikus pappá.

## Szervezeteik

### Utrechti Unió
Tagegyházak
- Ókatolikus Egyház Hollandiában
- Ókatolikus Egyházmegye Németországban
- Osztrák Ókatolikus Egyház
- Ókatolikus Egyház a Cseh Köztársaságban
- Svájci Keresztény-Katolikus egyház
- Lengyel Katolikus Egyház

### Független egyházak
Független egyházak és plébániák és plébániák, az Ókatolikus Püspökök Nemzetközi Konferenciájának közvetlen felügyelete alatt
- Franciaország ókatolikus missziója
- Horvát Ókatolikus Egyház
- Ókatolikus Egyház Olaszországban
- Ókatolikus Egyház Svédországban és Dániában
- Kanadai lengyel-katolikus egyház

### Egyéb egyházak és szervezetek
- Scrantoni Unió
  - Lengyel Nemzeti Katolikus Egyház
  - Északi Katolikus Egyház
- Mariavite egyházak 
  - Lengyelországban (Kościół Starokatolicki Mariawitów)
  - Észak-Amerikában
  - Németországban
  - Kamerunban
- Ókatolikus Közösségek Szövetsége Franciaországban